# Snežno znamenje
Snežno znamenje (1981) je vojni roman Leopolda Suhodolčana, ki pripoveduje o povojnih posledicah travmatičnih partizanovih vojnih izkušenj. 

## Vsebina
Prve dni po osvoboditvi se partizanski tiskar Štefan vrne domov. Sprememba je zanj prevelika, zato je izgubljen. Zapleta se v moralne dileme in išče odgovore na obča človeška vprašanja, ki jih postavlja sodobni čas. Štefanovo življenje je zaznamovano s skrivnostnim usodnim dogodkom, ki se je zgodil v času vojne, to je bratova smrt. Skrivnost te smrti se razkriva polagoma. Resnico ve le Štefan, ki bralca do nje pripelje skozi notranji monolog.
Vzporedno z odkrivanjem bratove smrti teče zgodba o razvoju ljubezni med Štefanom in bratovo vdovo Pavlino. Ta ljubezen dobi znak prepovedanega, saj naj bi Pavlinina družina med vojno pomagala belogardistom, sovražnikom, to pa Štefanu ni bilo v prid. Štefana zaradi obiskovanja Pavlinine družine in suma, da je tudi on pomagal sovražniku ter nekaterih drugih namišljenih prekrškov zaprejo. Obtožijo ga izdaje partizanske bolnišnice med vojno.
Tu se razkrije skrivnost bratove smrti. Štefan ga je ob begu iz bolnišnice moral ubiti, da ga ne bi dobili Nemci. 

## O romanu
Roman Snežno znamenje je Suhodolčanovo nedokončano delo, izšlo je po njegovi smrti. Nujne posege v besedilo je opravil Ivo Zorman.
Roman je pripoved o usodnem dogajanju med vojno, razplet tega dogajanja je v pripovedovalnem času.
Dogajanje vojne in dogodki »sedanjosti« tečejo vzporedno, kot bi se pojasnjevali, dopolnjevali.
Zgradba romana je analitična in sintetična. Analitična pripoved je iz vojnih dni in poteka do bratove smrti, sintetična pripoved sedanjosti pa do smrti njegove žene. Obe smrti sta povezani s Štefanom in med seboj.
Od začetka do konca romana se junak in avtor vse bolj zbližujeta. Na koncu se izpoved prevesi v razmišljanje o skrivnostih življenja in smrti.
Sporočilo romana je, da se nobene smrti ne da premagati, ne da se je nadomestiti. Štefan ne more nadomestiti brata, zato prekine zvezo s Pavlino, ona pa naredi samomor.

## Kritike
"Roman je zadnje pisateljevo delo in snovno posega v dogajanje prvih dni po končani vojni: medvojni delavec v različnih partizanskih tehnikah in partizanski tiskar se sicer srečno vrne domov, a se nekako ne znajde. Za seboj
ima hude vojne preizkušnje, ki pa ga ne preoblikujejo v delavnega ustvarjalca življenja, življenje
se mu dogaja samo od sebe, vse teče po nekakšnem nepredvidljivem, umirjenem ali vznemirljivem ustaljenem toku, po poti od življenja proti
smrti.
Tisto, kar vseeno napolnjuje takšno obstajanje je večina napetost med moškim in žensko, čutno, duhovno in čustveno. Vanjo se pripovedovalec tudi osredotoči z nekakšno razmišljevalno zastrtostjo in poglobljenostjo. Knjiga zato ni branje za kratek čas, je pa lahko bogato doživetje zahtevnejšemu, občutljivejšemu bralcu." (Primorski dnevnik 1981: 5)
"Snov Suhodolčanovih romanov je iz NOB in iz časa po 2. svetovni vojni, ko ljudem nenehne in hitre spremembe podirajo ustaljen način življenja. Prilagajajo se le počasi in stežka in od tod tudi njihovi življenjski padci. V času sprememb se vsak bori in boji zase, za svoj položaj v novonastajajoči družbi. Da bi bil ta položaj nadvse ugoden, so pripravljeni druge teptati ali celo položiti roko nanje." (Pečovnik 1996: 39)
"V ospredju je zlasti moralna problematika nosilcev dogajanja v romanih. Morala in etika družbe, v kateri se dogajajo take hitre spremembe so povsem na tleh. Ljudje so nepotešeni, naveličani, čustveno zavrti. Nekoč pomembni dogodki so zanje postali povsem vsakdanji. Njihovo domišljijo rahlo razburka le še skrajno in podlo dejanje, kot je umor in tako obupano dejanje, kor je samomor." (Pečovnik 1996: 39)
"Njegovemu načinu pripovedovanja je prilagojena tudi raba ločil. Pogosto uporablja tropičje, kot znak zamolka ali razmišljajoče tišine. To velja za vse romane (Svetlice, Bog ljubezni, Sledovi molčečih, Noro življenje, Najdaljša noč, Trenutki in leta in Snežno znamenje), katerih skupna značilnost je tudi motto oziroma geslo. To je pregovor ali verz, največkrat naveden iz znanih avtorjev. Kot razširjen naslov napoveduje namen, način sporočanja ali perspektivo besedila." (Pečovnik 1996: 40)
"Podjetje, ki je mnogokrat tvegano in neuspešno, kadar nedokončano delo izdajamo kot  zaključeno celoto v posebni knjigi, se je s Snežnim znamenjem posrečilo. Dobili smo koherenten tekst, če označimo samo njegovo fabulativno povezanost in sižejsko gradnjo, tako da lahko najbrž samo poznavanje zapuščine in deleža korektur ali pa izčrpna znanstvena analiza odkrijeta znotraj romana njegov avtorski torzo. Vsekakor pa bi bila narejena literarna škoda, če bi delo ostalo v rokopisu, saj smo dobili v bero vojne literature dovolj pomemben tekst." (Zorn 1988: 85)
"Vse, kar se dogaja, je namreč globoko simbolično povezano s preteklostjo, ne le v zvezi vzroka in posledice, marveč v celovitosti identitete. Zato je roman sižejno zgrajen tako, da oba fabulativna časa, vojni in današnji, s svojimi usodnimi dogodki potekata čisto simetrično." (Zorn 1988: 86)
"Suhodolčanovo pisanje je emocionalno nabito, polno in gosto, brez cenenega sentimenta, pa vendar prevlečeno s patino neke mirne, vseodpuščajoče žalosti skozi vse svoje strani.  Tako dobivamo roman, ki je vso grozo in travmo za padlimi in umrlimi med vojno odprl skozi intimo, do poslednjega vlakna zaznamovano z nepresegljivim časom smrti. V tem je roman pomembno literarno delo, gotovo eno tehtnejših del NOB literature zadnjih let." (Zorn 1988: 87)
"Urednica založbe Andreja Kmecl je najprej predstavila roman Snežno znamenje pokojnega pisatelja Leopolda Suhodolčana, ki je bil tudi urednik založbe Borec. Roman snovno posega v dogajanje prvih dni po končani vojni. Spričo pisateljeve nenadne smrti je delo pregledal in pripravil za tisk prijatelj in pisatelj Ivo Zorman." (Zlobec 1981: 2)